# Malcolm McVean
Malcolm McVean (* 7. März 1871 in Jamestown; † 6. Juni 1907 in Glasgow) war ein schottischer Fußballspieler.
McVean begann seine Karriere bei Third Lanark und wechselte 1892 zum englischen FC Liverpool, bei dem er bis 1897 spielte. Bekanntheit erlangte er durch ein Tor gegen Middlesbrough Ironopolis am 2. September 1893 in der damaligen Second Division, welches Liverpools erstes Tor in der Football League überhaupt war. Zu McVeans Erfolgen mit Liverpool zählen die Meisterschaften der Second Division in den Jahren 1894 und 1897 und die folgenden Aufstiege in die First Division.
Nachdem er Liverpool verlassen hatte, spielte McVean unter anderem noch für Burnley und Dundee. Nach dem Ende seiner Fußballkarriere arbeitete er in einer Werft. Er starb 1907 im Alter von 36 Jahren.